# Râul Sălătruc, Jiu
Râul Sălătruc este un curs de apă, afluent al râului Jiul de Est. 